# Bourg-Sainte-Marie
Bourg-Sainte-Marie és un municipi francès situat al departament de l'Alt Marne i a la regió del Gran Est. L'any 2007 tenia 90 habitants.

## Demografia

### Població
El 2007 la població de fet de Bourg-Sainte-Marie era de 90 persones. Hi havia 44 famílies de les quals 12 eren unipersonals (4 homes vivint sols i 8 dones vivint soles), 20 parelles sense fills i 12 parelles amb fills.
La població ha evolucionat segons el següent gràfic:
Habitants censats

### Habitatges
El 2007 hi havia 56 habitatges, 42 eren l'habitatge principal de la família, 12 eren segones residències i 2 estaven desocupats. 51 eren cases i 4 eren apartaments. Dels 42 habitatges principals, 38 estaven ocupats pels seus propietaris i 4 estaven llogats i ocupats pels llogaters; 2 tenien una cambra, 2 en tenien dues, 4 en tenien tres, 9 en tenien quatre i 25 en tenien cinc o més. 33 habitatges disposaven pel capbaix d'una plaça de pàrquing. A 19 habitatges hi havia un automòbil i a 19 n'hi havia dos o més.

### Piràmide de població
La piràmide de població per edats i sexe el 2009 era:
| Homes | Edats   | Dones |
| ----- | ------- | ----- |
| 0     | 95 o +  | 0     |
| 0     | 90 a 94 | 0     |
| 0     | 85 a 89 | 4     |
| 4     | 80 a 84 | 0     |
| 0     | 75 a 79 | 4     |
| 0     | 70 a 74 | 0     |
| 4     | 65 a 69 | 4     |
| 4     | 60 a 64 | 8     |
| 0     | 55 a 59 | 0     |
| 8     | 50 a 54 | 4     |
| 4     | 45 a 49 | 4     |
| 4     | 40 a 44 | 4     |
| 8     | 35 a 39 | 4     |
| 4     | 30 a 34 | 0     |
| 0     | 25 a 29 | 0     |
| 12    | 20 a 24 | 4     |
| 8     | 15 a 19 | 4     |
| 4     | 10 a 14 | 0     |
| 0     | 5 a 9   | 4     |
| 0     | 0 a 4   | 0     |

## Economia
El 2007 la població en edat de treballar era de 59 persones, 42 eren actives i 17 eren inactives. De les 42 persones actives 36 estaven ocupades (23 homes i 13 dones) i 7 estaven aturades (2 homes i 5 dones). De les 17 persones inactives 3 estaven jubilades, 4 estaven estudiant i 10 estaven classificades com a «altres inactius».
Activitats econòmiques
Dels 6 establiments que hi havia el 2007, 1 era d'una empresa de fabricació d'altres productes industrials, 1 d'una empresa de comerç i reparació d'automòbils, 2 d'empreses d'hostatgeria i restauració i 2 d'empreses de serveis.
Dels 2 establiments de servei als particulars que hi havia el 2009, 1 era un taller de reparació d'automòbils i de material agrícola i 1 veterinari.
L'any 2000 a Bourg-Sainte-Marie hi havia 3 explotacions agrícoles.

## Poblacions més properes
El següent diagrama mostra les poblacions més properes.